# 巴塞洛繆縣 (印第安納州)
巴塞洛缪县（英語：Bartholomew County）是位於美国印第安纳州中南部的一個縣。面積1,060平方公里。根據美國2000年人口普查，共有人口71,435人。縣治哥倫布。該縣成立於1821年1月8日，2月12日生效，縣名紀念美國獨立戰爭、1812年戰爭時期軍人約瑟·巴塞洛穋。